# Castell de Bamburgh
El castell de Bamburgh, situat al nord-est d'Anglaterra, en el municipi de Bamburgh, comtat de Northumberland, va ser la cort del regne de Bernícia. El fet d'estar construït de cara a la mar del Nord el va fer vulnerable als atacs vikings, els quals el van destruir. L'aspecte actual és el resultat de la reconstrucció normanda i d'altres intervencions fetes als segles xviii i xix. Actualment és propietat d'una família d'empresaris, els Armstrong, que el lloga per ambientació de pel·lícules i espai per celebracions. També es pot visitar com a museu, que inclou una col·lecció d'enginys de guerra fabricats pels Armstorng.

## Història

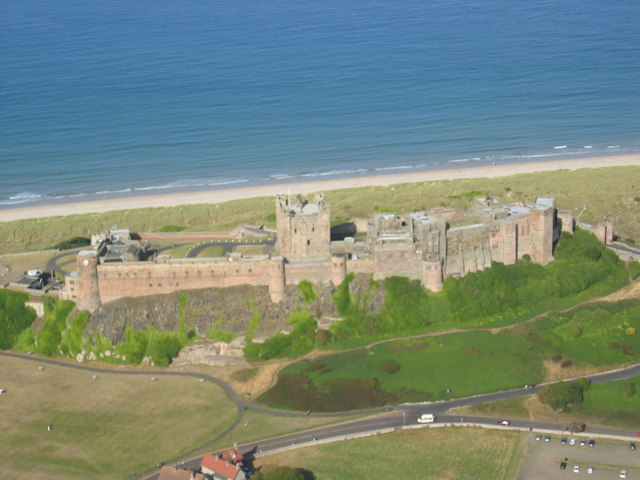
El castell vist des de l'oest.

Construït sobre un promontori de diabasa de 46 m, ocupa el mateix lloc on prèviament els celtobritans tenien una fortificació anomenada Din Guarie, la qual va ser la seu del poder a la regió. L'any 547 aquesta ciutadella va ser capturada pel governant d'una colònia d'angles establerta a la rodalia feia uns anys, Ida, i des de llavors va ser la cort del regne de Bernícia. Els britans la van recuperar breument mentre estava habitada pel fill d'Ida, Hussa, durant la guerra del 590, però a finals d'any en van tornar a perdre el domini.
El net d'Hussa, Etelfred, va millorar la fortificació i li va posar el nom de la seva esposa, Bebba, Bebbanburgh del qual deriva la paraula Bamburgh. Els vikings la van atacar i destruir el 993.
Els cavallers normands hi van reconstruir el castell al segle xi. Guillem II d'Anglaterra va assetjar el castell el 1095 perquè Robert de Mowbray, comte de Northúmbria se s'havia revoltat. Quan Robert va ser capturat, la seva esposa va continuar amb la defensa fins que va cedir davant l'amenaça del rei de cegar el seu marit.
Bamburgh va esdevenir llavors propietat de la monarquia regnant a Anglaterra. Probablement va ser Enric II qui va fer construir el donjon i li va conferir ús com a baluard estratègic del control de la frontera escocesa. Joan sense Terra va col·locar Philip Oldcoates com a senescal, el qual va realitzar campanyes per sufocar els barons revoltats fent servir el castell com a base. El 1464, durant la guerra de les Dues Roses, va ser el primer castell anglès que va ser derrotat per l'artilleria, cosa que va passar després d'un setge de nou mesos efectuat per Richard Neville, comte de Warwick.

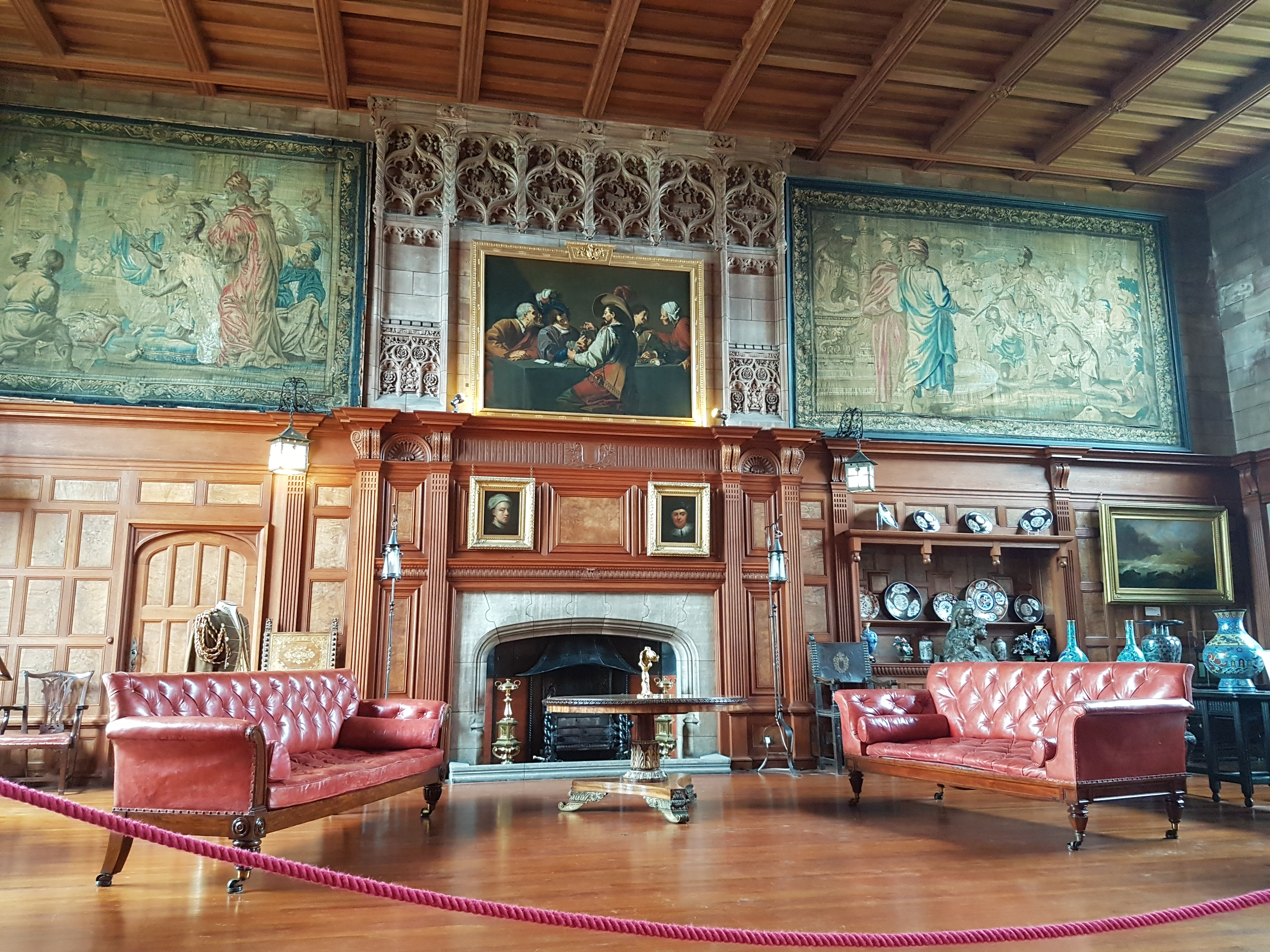
La pintura sobre la llar de foc és Els jugadors de cartes, obra de Theodoor Rombouts.

Dotze membres de la família Forster van estar a càrrec del castell durant uns 400 anys, fins que la corona va en fer donació a sir John Forster. Aquesta família van se els propietaris fins que sir William Forster (mort el 1700) va ser declarat pòstumament en bancarrota, i les seves propietats, inclòs el castell, van ser venudes a lord Crew, bisbe de Durham (i marit de la germana del difunt, Dorothy) per llei del parlament i així eixugar els deutes.
Al segle xviii i XIX els diferents propietaris van engegar obres de reparació i finalment el van vendre a un empresari industrial, William Armstrong, que va acabar la restauració.
El castell encara pertany a la família Armstrong. Es pot visitar com a edifici històric i algunes parts es lloguen per fer-hi celebracions com ara casaments. També s'ha fet servir com a escenari de pel·lícules: Ivanhoe (1982), El Cid (1961), Mary, Queen of Scots (1971), Elisabet (1998) i dues adaptacions de Macbeth (1971 i 2015).

## Localització
Llocs propers de renom

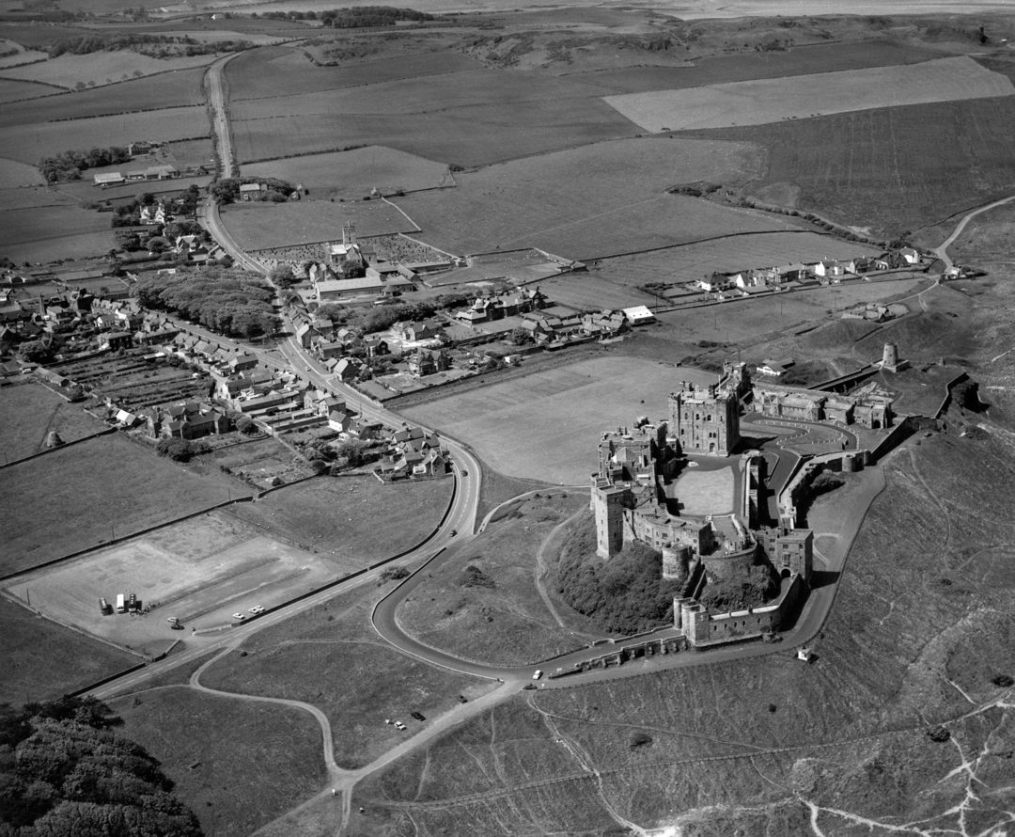
Fotografia del 1973, en què es veu la proximitat de les cases de la vila homònima.

A uns 14 km al sud estan les ruïnes del castell de Dunstanburgh i a uns 8 km al nord està el castell de Lindisfarne, situat en l'illa sagrada. Terra endins, a uns 26 km cap al sud està el castell d'Alnwick, llar del duc de Northumberland.
Situació mediambiental
La qualitat de l'aire de l'entorn és excel·lent per l'absència d'indústria en la rodalia. Hi ha una carretera propera que va en direcció nord-sud, cosa que fa que el nivell de contaminació acústica des del castell estigui en un nivell de so entre els 59 i els 63 dBA durant el dia. L'entorn proper està habitat per colònies d'estèrnids de l'Àrtida.

## Estudis arqueològics

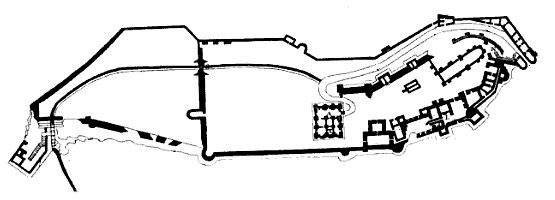
Plànol del castell de Bamborough del 1825.

Des del 1996, es va encetar un projecte d'investigació sobre l'àrea de Bamburgh i castell. L'estudi arqueològic va començar pel lloc de l'antiga fortalesa i el cementiri medieval situat a Bowl Hole, al sud del castell.
Unes primeres excavacions ja s'havien fet en la dècada del 1960, dirigides per Brian Hope-Taylor, que va descobrir dues peces de gran valor: un fermall d'or anomenat Bamburgh Beast (La bèstia de Bamburgh), pel relleu que hi té, i també una espasa de disseny únic.
El projecte continua gràcies al treball d'aprenents que fan un curs de vuit setmanes durant l'estiu per tal de posar en pràctica les tècniques arqueològiques aplicades a la investigació a Bamburgh.

## Museu de l'aviació
On estava el safareig del castell i les sales d'eixugat és actualment l'espai del museu Armstrong de l'aviació i artefactes de guerra, que és una exposició de les coses que van produir els enginyers i industrials William Armstrong i Armstrong Whitworth en les seves fàbriques: artilleria, armes, motors d'avió i altres enginys dissenyats per les dues guerres mundials.

## Literatura i cinema

### Literatura
L'escriptor del segle xv, Thomas Malory, va identificar en les seves obres el castell de Bamburgh amb el mític castell de sir Lancelot, personatge de la llegenda artúrica. L'escriptor Joseph Jacobs va situar el 1890 en aquest castell el conte  The Laidly Worm of Spindleston Heugh.
Amb el nom saxó Bebbanburg, és també la llar d'Uhtred, el protagonista de les obres de Bernard Cornwell, que formen la col·lecció The Saxon Stories (Històries del saxons). Per aquest autor el castell és la base on troba la inspiració per al seu protagonista i té un lloc destacat en tots els seus llibres, començant per The Last Kingdom i les seves seqüeles: The Pale Horseman, The Lords of the North, Sword Song, The Burning Land, Death of Kings, The Pagan Lord, The Empty Throne, Warriors of the Storm i The Flame Bearer.
El castell de Bamburgh és també un dels escenaris on es desenvolupa la història de Matthew Harffy, The Serpent Sword, l'acció de la qual se situa al segle VII.
També apareix en el llibre Ragnarok d'Anne Thackery, i és la llar del personatge principal l'heroïna i esposa del governant de Din Guardi. Al començament d'aquest llibre la fortalesa s'anomena Din Guardi i més endavant, la protagonista li canvia el nom en honor del seu sogre Bebba, i es diu Bebbanburgh.

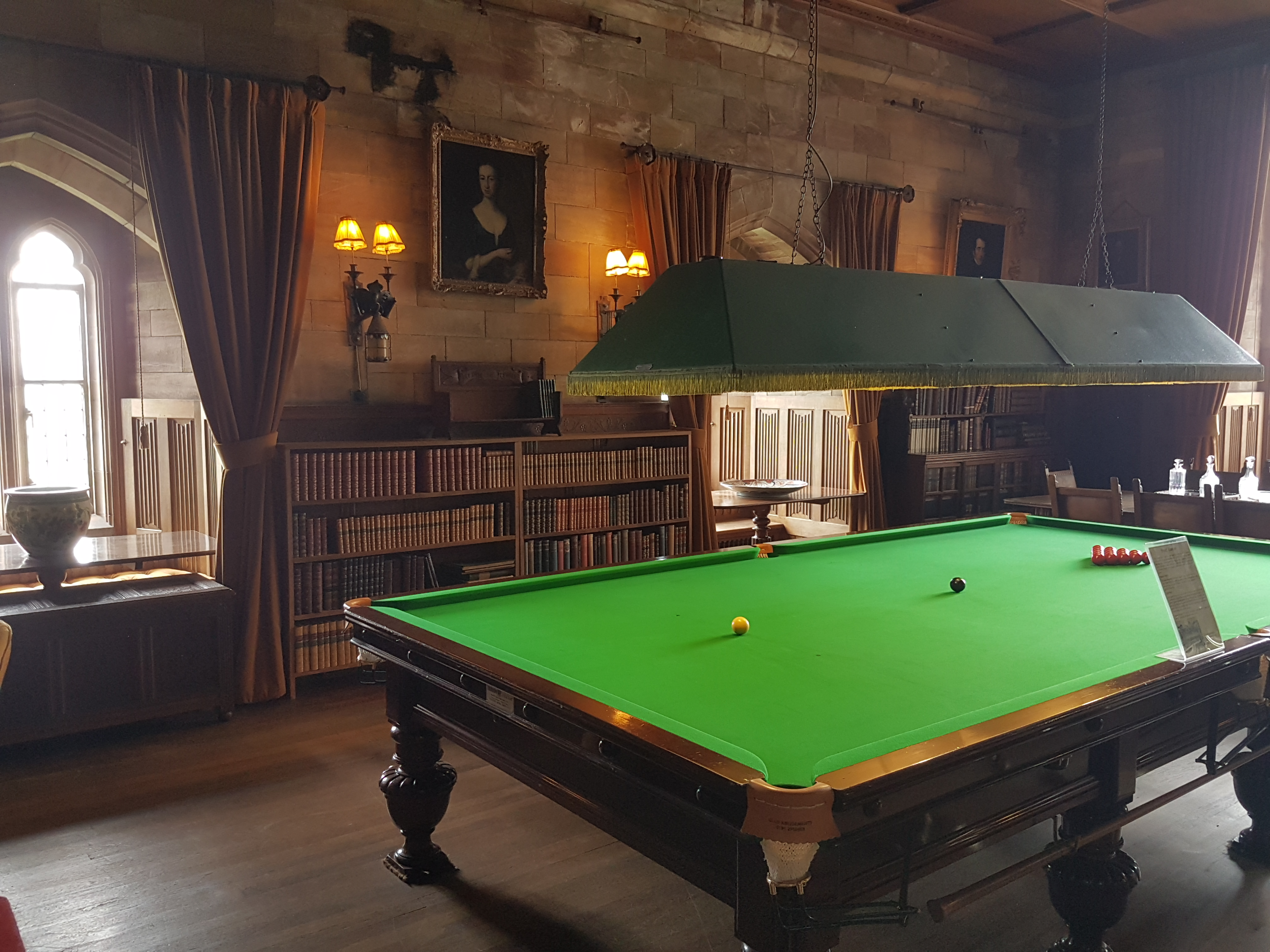
Una sala del castell.

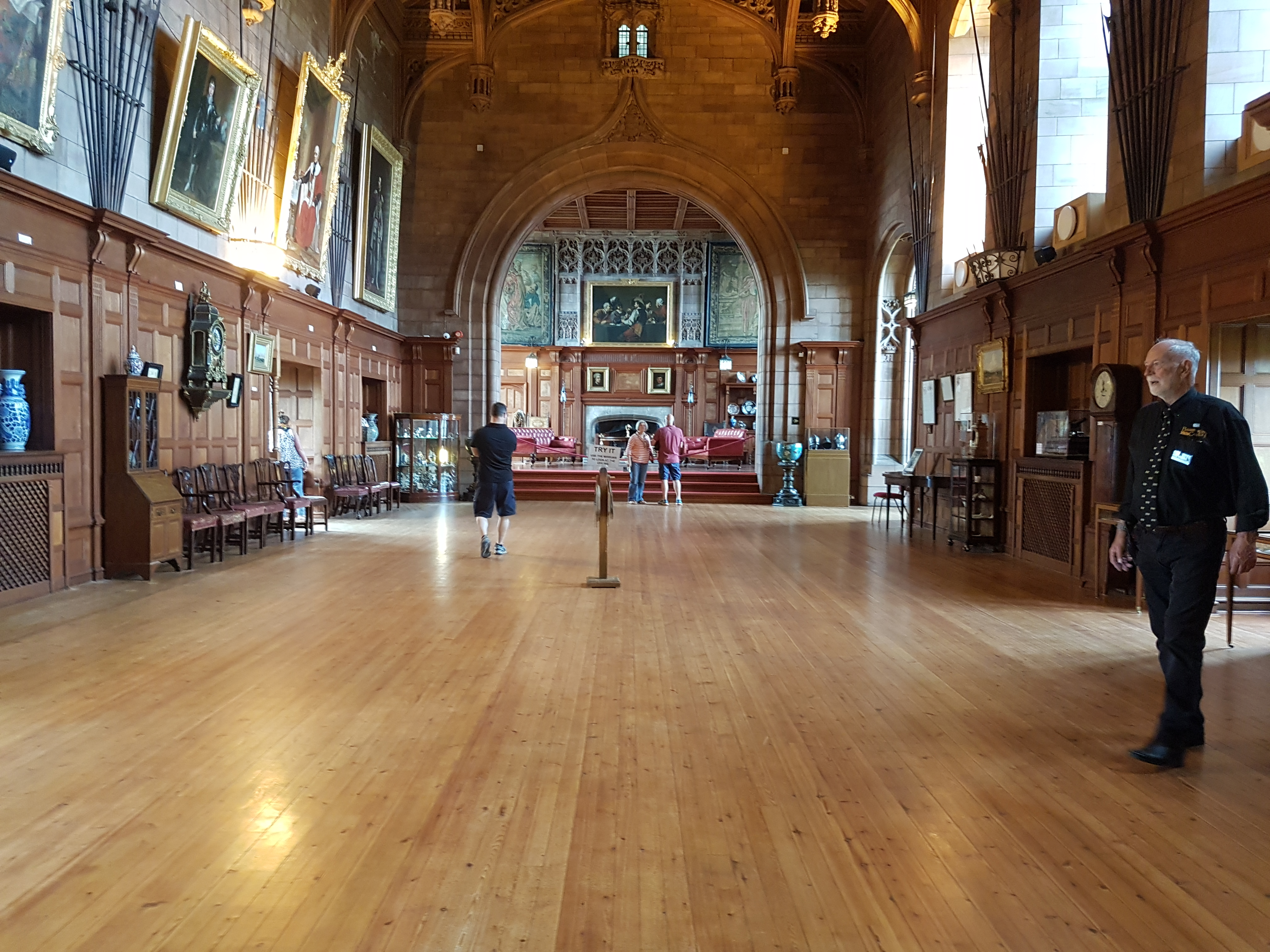
Galeria interior

### Cinema i televisió
En el cinema de vegades ha sortit representat com el castell que és i de vegades fent veure que és un altre lloc. La següent llista són les pel·lícules i sèries de televisió en què el castell de Bamburgh s'ha fet servir com a escenari.
- 1927: Huntingtower (pel·lícula)
- 1949: A Connecticut Yankee in King Arthur's Court (pel·lícula)
- 1964: Becket
- 1971 The Devils (pel·lícula)
- 1971 Macbeth (pel·lícula)
- 1984–86 Robin of Sherwood (pel·lícula)
- 1998 Elizabeth (pel·lícula)
- 2001: Revelation (pel·lícula)
- 2006: Most Haunted (pel·lícula)
- 2011: Episodi de la sèrie de Channel 4 sobre arqueologia, Time Team titulat: Excavem al castell de Bamburgh.
- 2015: Macbeth (pel·lícula)
- 2015: The Last Kingdom (sèrie de televisió)
- 2015: World's End (sèrie del canal infantil CBBC)
- 2015: Broken Faith (llibre i sèrie de TV)